# Emmenosperma alphitonoides
Emmenosperma alphitonoides là một loài thực vật có hoa trong họ Táo. Loài này được F.Muell. mô tả khoa học đầu tiên năm 1862.